# Get Out of Your Own Way
Get Out of Your Own Way è un singolo del gruppo musicale irlandese U2, il terzo estratto dal quattordicesimo album in studio Songs of Experience e pubblicato il 4 dicembre 2017.

## Tracce
CD promozionale (Europa)
1. Get Out of Your Own Way – 3:58

Download digitale – Switch Remix
1. Get Out of Your Own Way (Switch Remix) – 3:41

Download digitale – Afrojack Remix
1. Get Out of Your Own Way (Afrojack Remix) – 4:07

Download digitale – Acoustic Version
1. Get Out of Your Own Way (Acoustic Version) – 2:56

## Formazione
Crediti tratti dal libretto di Songs of Experience.
Gruppo
- Bono – voce
- The Edge – chitarra, voce, tastiera
- Adam Clayton – basso
- Larry Mullen – batteria

Altri musicisti
- Kendrick Lamar – finale
- Jolyon Thomas – chitarra e tastiera aggiuntive
- Brent Kutzle – tastiera aggiuntiva
- Gosha Uzov – tastiera aggiuntiva
- Ryan Tedder – cori aggiuntivi

Produzione
- Ryan Tedder – produzione
- Steve Lillywhite – coproduzione
- Brent Kutzle – coproduzione
- Jolyon Thomas – coproduzione
- Jacknife Lee – produzione aggiuntiva
- Rich Rich – ingegneria del suono
- Tyler Spry – ingegneria del suono
- Matty Green – ingegneria del suono
- Christopher Henry – assistenza tecnica
- Ghosa Usov – assistenza tecnica
- Drew Bang – ingegneria del suono aggiuntiva
- Matt Bishop – ingegneria del suono aggiuntiva
- Declan Gaffney – ingegneria del suono aggiuntiva
- Tom Elmhirst – missaggio
- Brandon Bost – assistenza al missaggio

## Classifiche

### Classifiche settimanali
| Classifica (2017) | Posizione massima |
| ----------------- | ----------------- |
| Belgio (Fiandre)  | 56                |
| Belgio (Vallonia) | 54                |
| Francia           | 89                |
| Spagna            | 38                |
| Svizzera          | 73                |
| Ungheria          | 34                |

### Classifiche di fine anno
| Classifica (2017) | Posizione |
| ----------------- | --------- |
| Belgio (Vallonia) | 89        |
| Ungheria          | 79        |

## Date di pubblicazione
| Paese                     | Data di pubblicazione | Formato |
| ------------------------- | --------------------- | ------- |
| Stati Uniti (triple A)    | 4 dicembre 2017       | Airplay |
| Italia                    | 8 dicembre 2017       | Airplay |
| Stati Uniti (alternative) | 16 gennaio 2018       | Airplay |